# Vertragspsychotherapeut
Der Vertragspsychotherapeut (herkömmlich auch Kassenpsychotherapeut) ist ein approbierter, niedergelassener Psychotherapeut mit einem Vertragspsychotherapeutensitz. Die Zulassung als Vertragspsychotherapeut ist in der Zulassungsverordnung geregelt und setzt den Eintrag in ein Arztregister voraus. Das Arztregister wird von den Kassenärztlichen Vereinigungen geführt, die die ambulante ärztliche und psychotherapeutischen Versorgung organisieren. Die Zulassung erfolgt auf Beschluss eines Zulassungsausschusses und gilt nur für den Bezirk des Vertragspsychotherapeutensitzes. Ungeachtet der vertraglichen Bindung gehört der Vertragspsychotherapeut in Deutschland und Österreich zu den Freien Berufen.

## Organisation und Rechtliches
Bis zur Verabschiedung des Psychotherapeutengesetzes (PsychThG) im Jahr 1999, waren Psychotherapeuten noch im sogenannten Delegationsverfahren auf die Zuweisung von Ärzten angewiesen. Diese Unterscheidung wurde vom Gesetzgeber im Zuge einer Reform des Gesundheitswesens aufgegeben. Seit 1. Januar 1999 gelten die Zulassungsbestimmungen analog der Ärzte-Zulassungsverordnung.
Der Vertragspsychotherapeut kann allein, in einer Praxisgemeinschaft, in einer Berufsausübungsgemeinschaft (früher: Gemeinschaftspraxis), in Teilgemeinschaftspraxis oder in einem Medizinischen Versorgungszentrum tätig werden. Angestellte Psychotherapeuten in Medizinischen Versorgungszentren haben keinen Vertragspsychotherapeutenstatus, sind aber, da sie im Arztregister eingetragen sein müssen, Mitglieder der jeweiligen Kassenärztlichen Vereinigungen. 
Für die Psychologische Psychotherapeuten wird über eine Bedarfsplanung der Kassenärztlichen  Vereinigung festgelegt, wie viele Therapeuten sich in einem Bezirk niederlassen dürfen. Daher ist in vielen Bereichen eine freie Niederlassung nicht mehr möglich. Kassenzulassungen werden auch von Kollegen, die in den Ruhestand gehen, verkauft.

## Versorgung
Anzahl psychologisch psychotherapeutischer Einzelpraxen, 2015: 20.021
Anzahl psychologisch psychotherapeutischer Gemeinschaftspraxen, 2015: 592
Anzahl gemischte ärztlich-psychologisch psychotherapeutischer Gemeinschaftspraxen, 2015: 25

## Beendigung der Kassenzulassung
Bis 2008 verloren Kassenpsychotherapeuten mit Vollendung des 68. Lebensjahres automatisch ihre Zulassung als Vertragspsychotherapeut. Dies wurde am 17. Oktober 2008 vom Bundestag mit Wirkung vom 1. Januar 2009 aufgehoben. Über die Weiterführung einer bestehenden Psychotherapiepraxis nach Rückgabe des Kassensitzes wird durch die Kassenärztlichen Vereinigungen entschieden. In § 103 Abs. 4 SGB V ist dieses Nachbesetzungsverfahren geregelt. Der Bezug einer Rente aus dem berufsständischen Versorgungswerk ist von den jeweiligen Psychotherapeutenversorgungen abhängig.

## Einkommenssituation
Praxis-Bilanzen der Vertragsärzte und Psychologischen Vertrags-Psychotherapeuten
| Facharztbezeichnung                                       | Jahresüberschuss 2014 in Euro, Quelle Zi-Praxis-Panel 2015 |
| --------------------------------------------------------- | ---------------------------------------------------------- |
| Radiologe                                                 | 348.800                                                    |
| Fachärztlich tätiger Internist, Gastroenterologie         | 235.600                                                    |
| Fachärztlich tätiger Internist, sonstige Fachgebiete      | 294.500                                                    |
| Fachärztlich tätiger Internist, ohne/mehrere Schwerpunkte | 229.800                                                    |
| Augenarzt                                                 | 226.100                                                    |
| Kinder- und Jugendarzt                                    | 158.000                                                    |
| Urologe                                                   | 189.500                                                    |
| Orthopäde                                                 | 199.100                                                    |
| Gynäkologe                                                | 167.900                                                    |
| Allgemeinarzt                                             | 158.200                                                    |
| HNO-Arzt                                                  | 159.500                                                    |
| Chirurg                                                   | 166.400                                                    |
| Dermatologe                                               | 202.100                                                    |
| Psychiater                                                | 123.200                                                    |
| Psychotherapeut                                           | 70.700                                                     |
| Durchschnitt aller Fachgruppen                            | 156.200                                                    |

Das genannte Einkommen ist nicht mit dem verfügbaren Einkommen der Vertragsärzte und -psychotherapeuten zu verwechseln. Der Vergleich der Einkommen ist z. B. mit Bruttogehältern von Angestellten nicht ohne weiteres möglich, da bei Arbeitnehmern der Arbeitgeber die Hälfte der Sozialabgaben, also die Hälfte der Beiträge zu Kranken-, Pflege, Arbeitslosen- und Rentenversicherung trägt. Diese Absicherungen muss der Selbstständige in voller Höhe aus seinem Einkommen aufbringen, außerdem Beiträge für eine Tagegeldversicherung, denn er erhält keine Lohnfortzahlung vom Arbeitgeber bei Krankheit oder Schwangerschaft. Im Übrigen sind die angegebenen Zahlen Durchschnittswerte, die naturgemäß stark streuen. Die Zahlen enthalten die Einnahmen von Privatversicherten und Selbstzahlerleistungen. Diese Werte werden alle vier Jahre vom Statistischen Bundesamt erhoben.